# Reiterstatue Mark Aurels

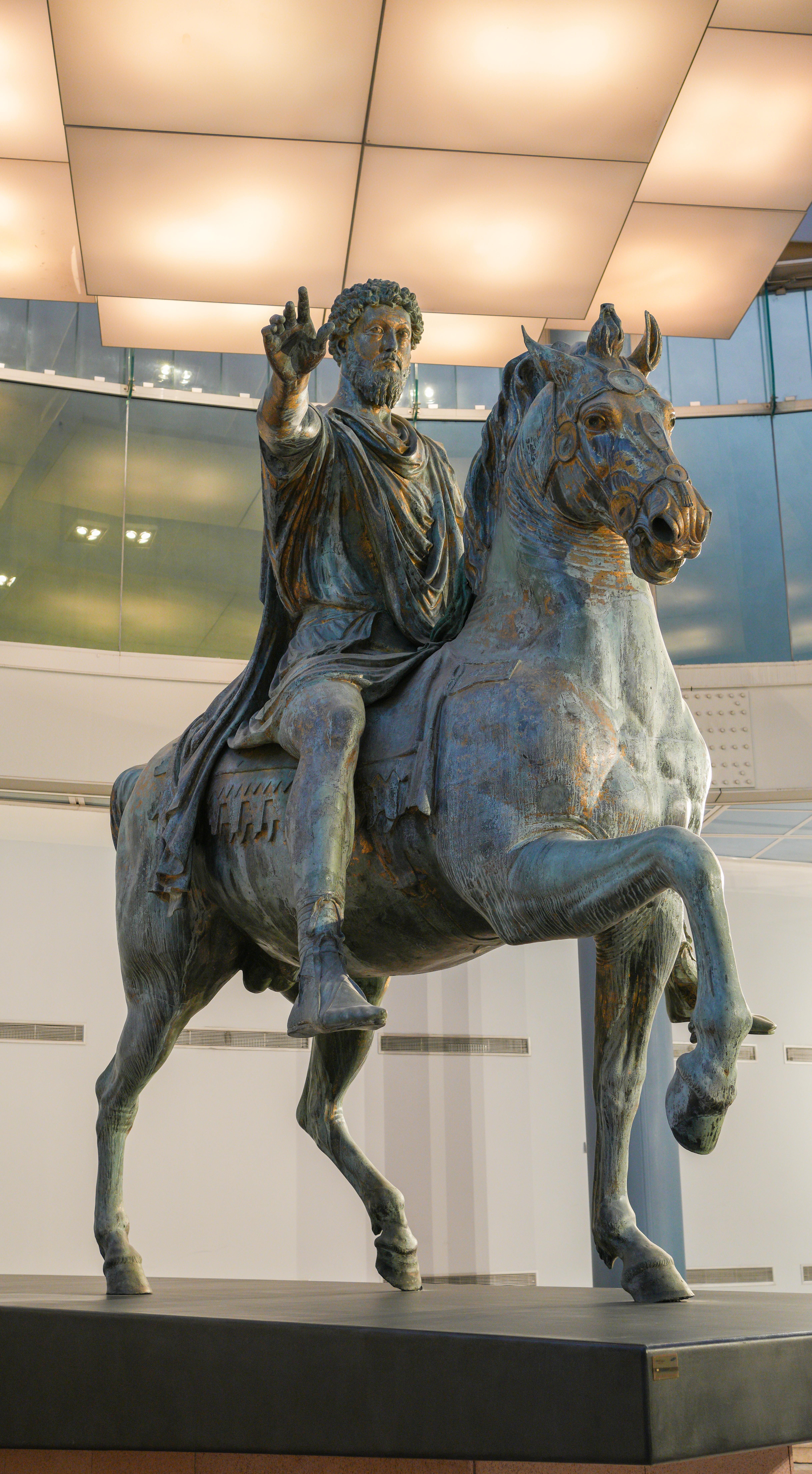
Die originale Statue, heute im Hof des Konservatorenpalastes der Kapitolinischen Museen

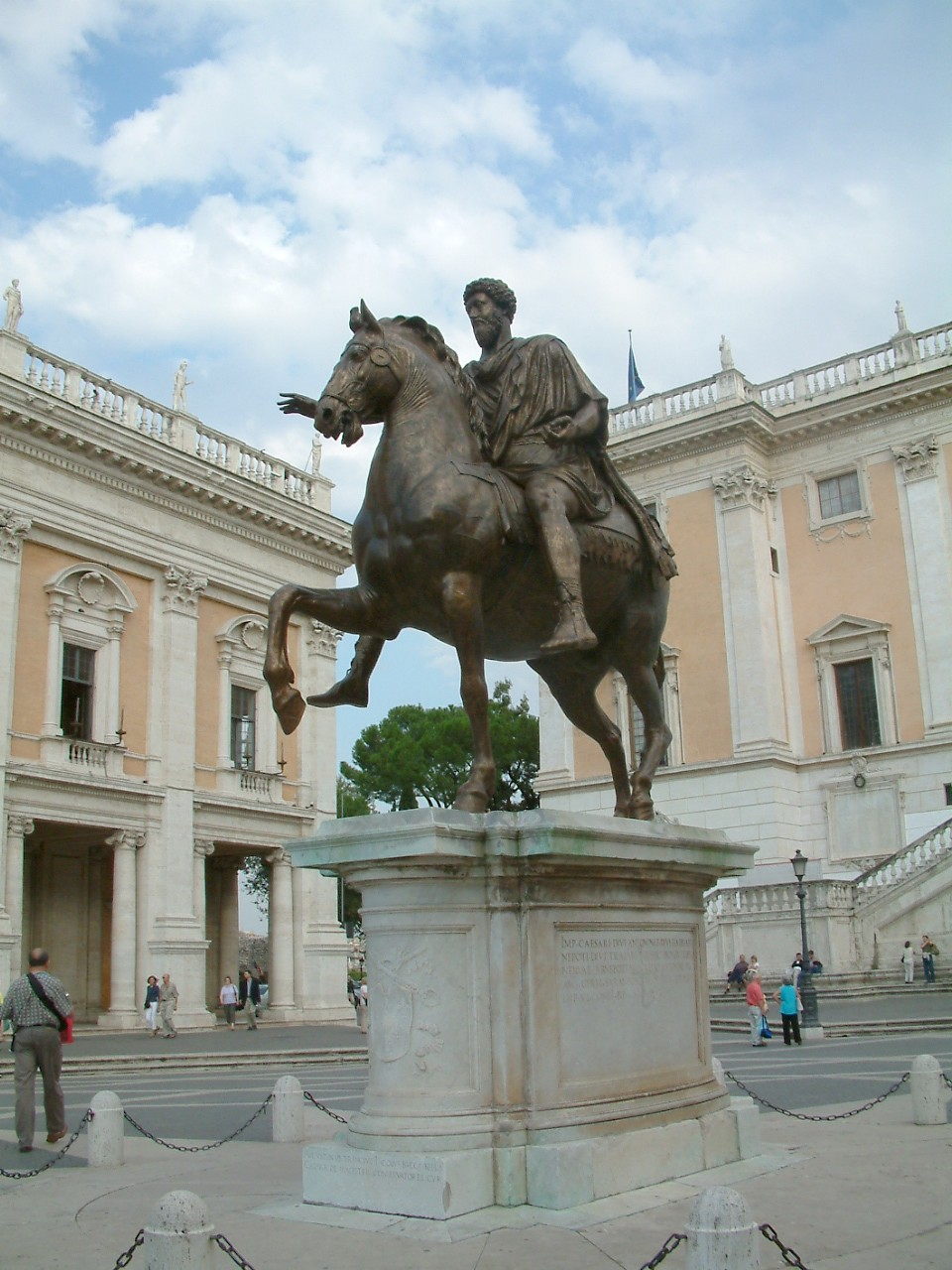
Kopie der Reiterstatue auf dem Kapitolsplatz

Die Reiterstatue Mark Aurels ist ein überlebensgroßes Bronzestandbild des römischen Kaisers Mark Aurel. Der ursprüngliche Aufstellungsort ist unbekannt, wird aber im Bereich des Lateran vermutet. Mittelalterlichen Quellen zufolge war eine kleine, vor dem Pferd kniende Barbarengestalt Teil des Standbildes. Die Datierung ist umstritten und schwankt zwischen den Jahren um 165 n. Chr. mit einem Bezug auf den Triumph über die Parther 166 n. Chr. (Partherkrieg des Lucius Verus), den 170er Jahren mit Bezug auf die Markomannenkriege und einer Datierung erst in die Zeit der Alleinherrschaft des Commodus ab 180 n. Chr. Das Standbild zählt zu den bekanntesten Werken der bildenden Kunst und diente zahlreichen derartigen Denkmälern als Vorbild.

## Geschichte
Reiterstandbilder aus Bronze gab es in vielen Städten des Römischen Reiches (vgl. etwa Pferdekopf von Waldgirmes), doch ist in dieser Vollständigkeit einzig die Reiterstatue Mark Aurels erhalten. Grundlage der Erhaltung war eine Verwechselung: Das Standbild galt im frühen Mittelalter als Darstellung Konstantins des Großen. Konstantin war der erste römische Kaiser, der das Christentum tolerierte und unterstützte und somit die Konstantinische Wende einleitete. Daher wagte niemand, sein Standbild einzuschmelzen, auch nicht in Zeiten erhöhten Bronzebedarfs. Ab dem 8. Jahrhundert stand es aufgrund dieser Verehrung vor dem päpstlichen Lateranpalast. Von wechselnden Zuschreibungen im Mittelalter, verbunden mit „allerlei Geschichten und Sagen“, berichtet Alexander Demandt. Demnach wurden in dem Reiter unter anderen auch Marcus Curtius und Theoderich gesehen. Cola di Rienzo habe am 1. August 1347 zur Feier des Jahrestages, an dem Augustus 30 v. Chr. Alexandria eingenommen hatte, ein Volksfest inszeniert, bei dem er den Römern Wasser und Wein aus Bleirohren kredenzen ließ, die durch die Nüstern des Standbild-Pferdes geführt waren.
Ist der Anlass der Aufstellung genauso wenig bekannt wie der antike Aufstellungsort, so unterstellte man stets, letzterer müsse sich in der Nähe der mittelalterlichen Aufstellung befunden haben. Nach dem Fund eines 3,80 × 1,80 Meter großen Fundamentes aus dem 2. Jahrhundert im Peristyl einer Villa, die zwischen Via Amba Aradam und Via di S. Stefano Rotondo im Bereich des Laterans ausgegraben wurde, äußerte die Ausgräberin Valnea Santa Maria Scrinari die Vermutung, dass die Statue ursprünglich zu diesem Fundament gehörte. Die Villa wird als Besitz des Großvaters gedeutet, bei dem Marc Aurel laut der Historia Augusta aufgewachsen ist; die Verbindung von Fundament und Statue bleibt jedoch rein hypothetisch.
Während der Zeit des Renaissance-Humanismus entdeckte im Jahr 1447 ein Bibliothekar der Vatikanischen Bibliothek nach Untersuchung von Vergleichsfunden und anhand von Beschreibungen in der antiken Literatur, dass es sich bei dem Dargestellten nicht um Konstantin, sondern um Mark Aurel handeln müsse. Jetzt schützte das neu erwachte Interesse an der Antike die Statue. Da es sich jedoch nun um ein heidnisches Kunstwerk handelte, entfernte man das Standbild vom Lateran und ließ es 1538 auf dem von Michelangelo gestalteten Kapitolsplatz aufstellen.
Hier stand das Reiterstandbild bis 1979. Bei einem Bombenanschlag auf den Senatorenpalast, das römische Rathaus, wurde es in Mitleidenschaft gezogen. Im Zuge von Restaurierungsarbeiten stellte man fest, dass die Statue zunehmend korrodierte. Es folgte eine lange Phase der Restaurierung. Seit deren Abschluss 1990 steht das Original in einem extra überdachten Hof des Konservatorenpalastes der Kapitolinischen Museen. Auf dem Kapitolsplatz wurde am 21. April 1997 anlässlich der 2750. Wiederkehr der legendären Gründung Roms eine Bronzekopie enthüllt.

## Beschreibung

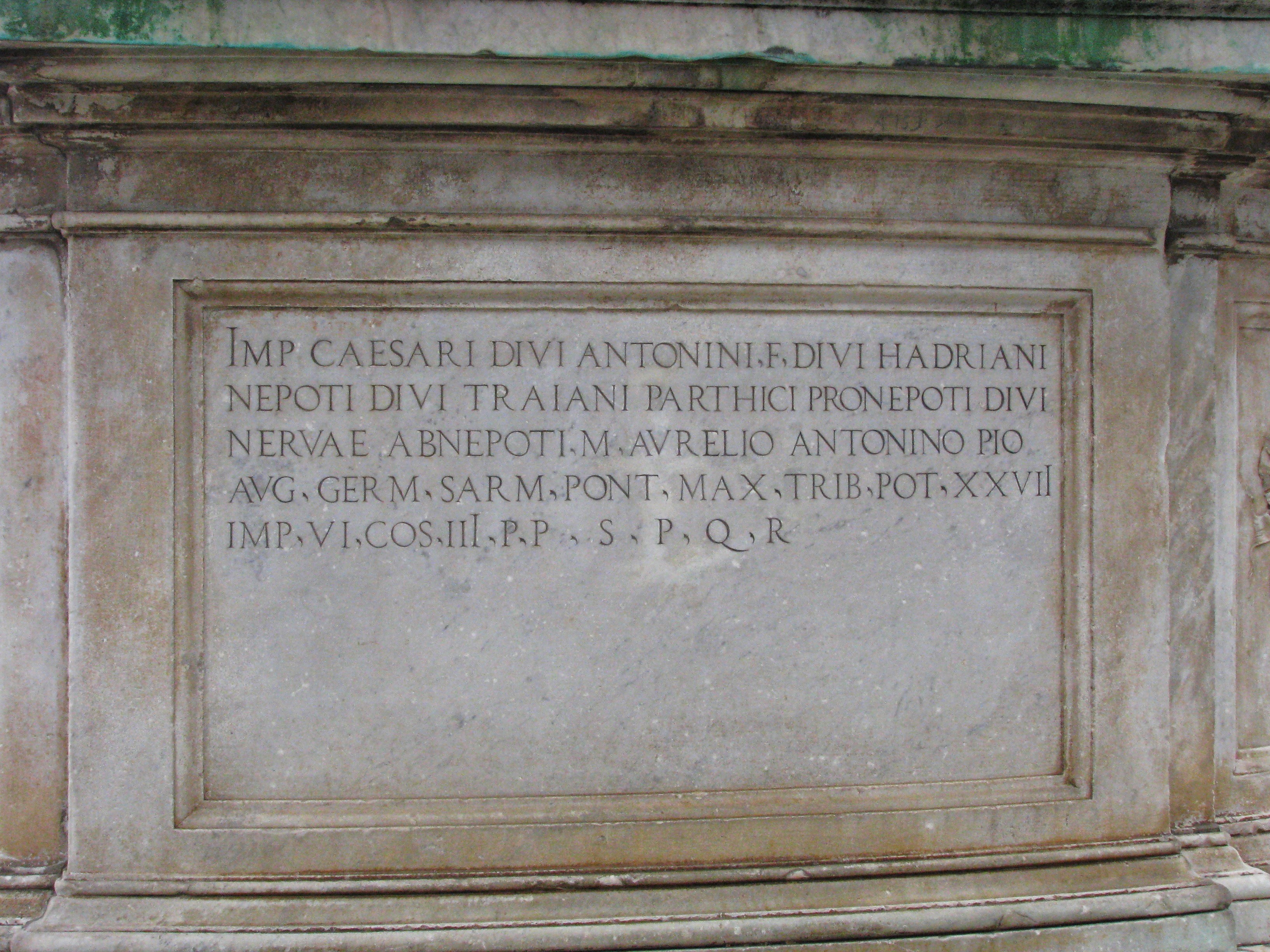
Sockelinschrift – in Blickrichtung des Kaisers auf der linken Seite

Die Statue ist insgesamt 4,24 m hoch und von Schwanz bis Schnauze 3,87 m lang. Die Höhe bis einschließlich Pferdekopf beträgt 3,52 m, die Kopfhöhe Mark Aurels 58,5 cm. Der Kaiser ist barhäuptig, bekleidet mit einer Tunika und einem schweren Feldherrnmantel, genannt Paludamentum, der auf der rechten Schulter mit einer Scheibenfibel befestigt ist. An den Füßen trägt er nicht die standesgemäßen Patrizierschuhe, sondern leichte Militärsandalen. Er sitzt ohne die erst später eingeführten Steigbügel auf einer verzierten Satteldecke aus Tuch oder Filz. Die rechte Hand hat er – möglicherweise im Gestus der Adlocutio, also der Ansprache an seine Truppen – erhoben. Die linke Hand, die die längst verloren gegangenen Zügel hielt, trägt den goldenen Fingerring des Senators, mit dem gesiegelt wurde. Die Bronzeplastik war ursprünglich vollständig vergoldet. Den Sockel für die Aufstellung des Denkmals auf dem von Michelangelo gestalteten Kapitolsplatz entwarf dieser selbst, obwohl er sich gegen eine Versetzung der Reiterstatue ausgesprochen hatte. Ausgeführt wurde der 1565 und somit im Jahr nach dem Tode Michelangelos fertiggestellte Sockel aus einem Quader vom Trajansforum. Die linksseitige Inschrift ist die Renaissance-Kopie einer Widmung von Senat und Volk (S.P.Q.R.) an Mark Aurel mit seiner vollständigen Titulatur des Jahres 173.

## Rezeption
Für Alexander Demandt gehört das Reiterstandbild Mark Aurels zu den zehn berühmtesten Werken der Plastik überhaupt. Durch die Platzierung auf dem Kapitol habe es Weltruhm erlangt und sei zum Muster für andere Reiterdenkmäler geworden, so im 18. Jahrhundert für das von Andreas Schlüter erschaffene Reiterstandbild des Großen Kurfürsten. Das schließlich von Christian Daniel Rauch verwirklichte Reiterstandbild Friedrichs des Großen, für das Friedrich Wilhelm II. römisches Kostüm mit Lorbeerkranz in der „Attitüde Marc Aurels“ vorgegeben hatte, kam nach 70 Jahren Planungsvorlauf und annähernd 100 Entwürfen dann doch in modernisierter Ausführung zustande.
In der Stadt Tulln an der Donau (Österreich) steht ein Abguss der Reiterstatue Mark Aurels. Sie soll an die jahrhundertelange Anwesenheit der Römer an der Donaugrenze erinnern.
Eine Abbildung des kapitolinischen Reiterstandbilds schmückt die italienische 50-Cent-Münze.
Eine der Schlüsselszenen des Films Nostalghia (Regie: Andrei Tarkowski) spielt um die – damals noch originale – Statue auf dem Kapitolsplatz. Eine der Hauptfiguren hält, auf der Statue stehend, eine emotionsgeladene Rede über den Zustand der Welt. Anschließend entzündet er sich vor den Augen der Umstehenden.

## Galerie

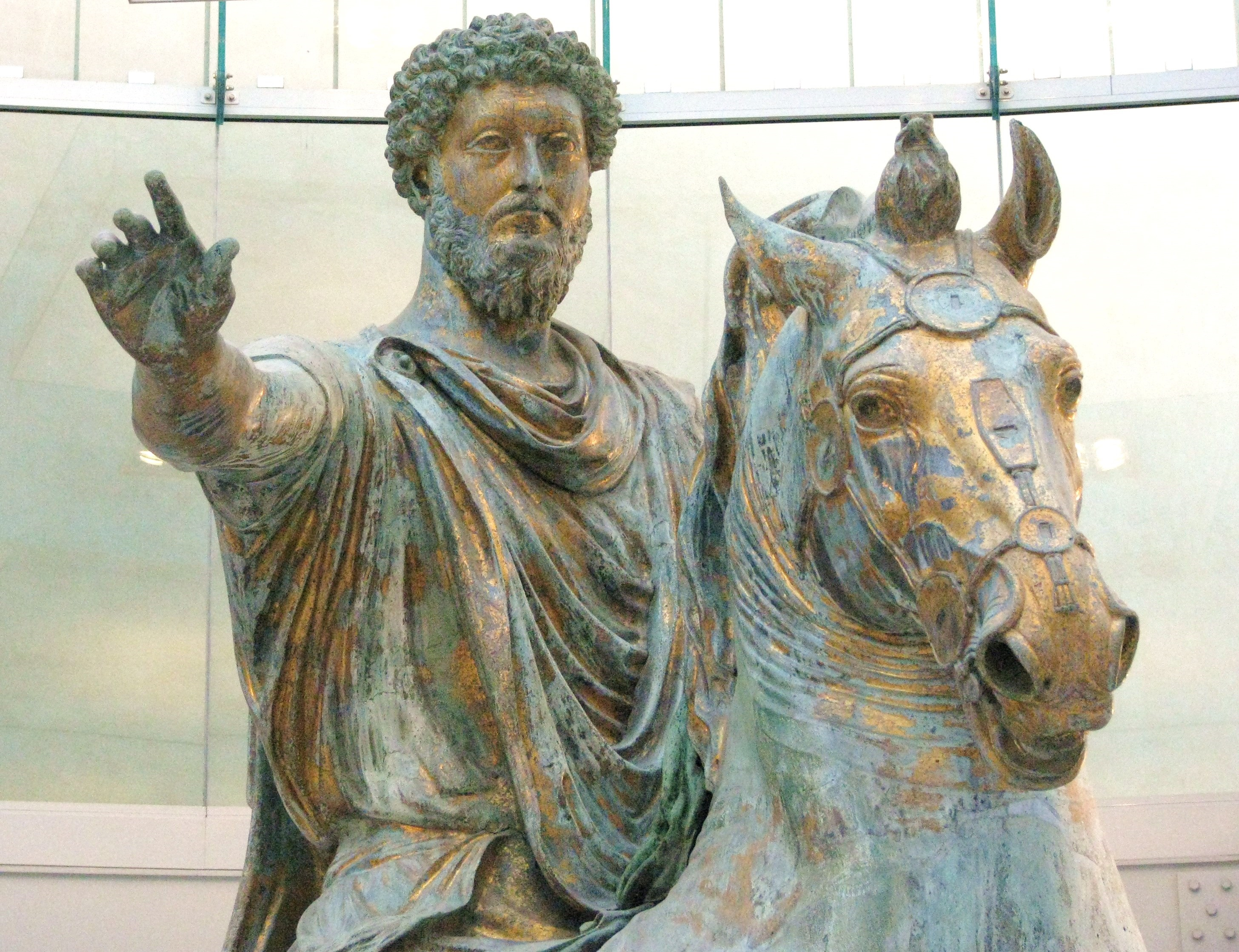
Detailansicht (Original)
Italienische 50-Centmünze
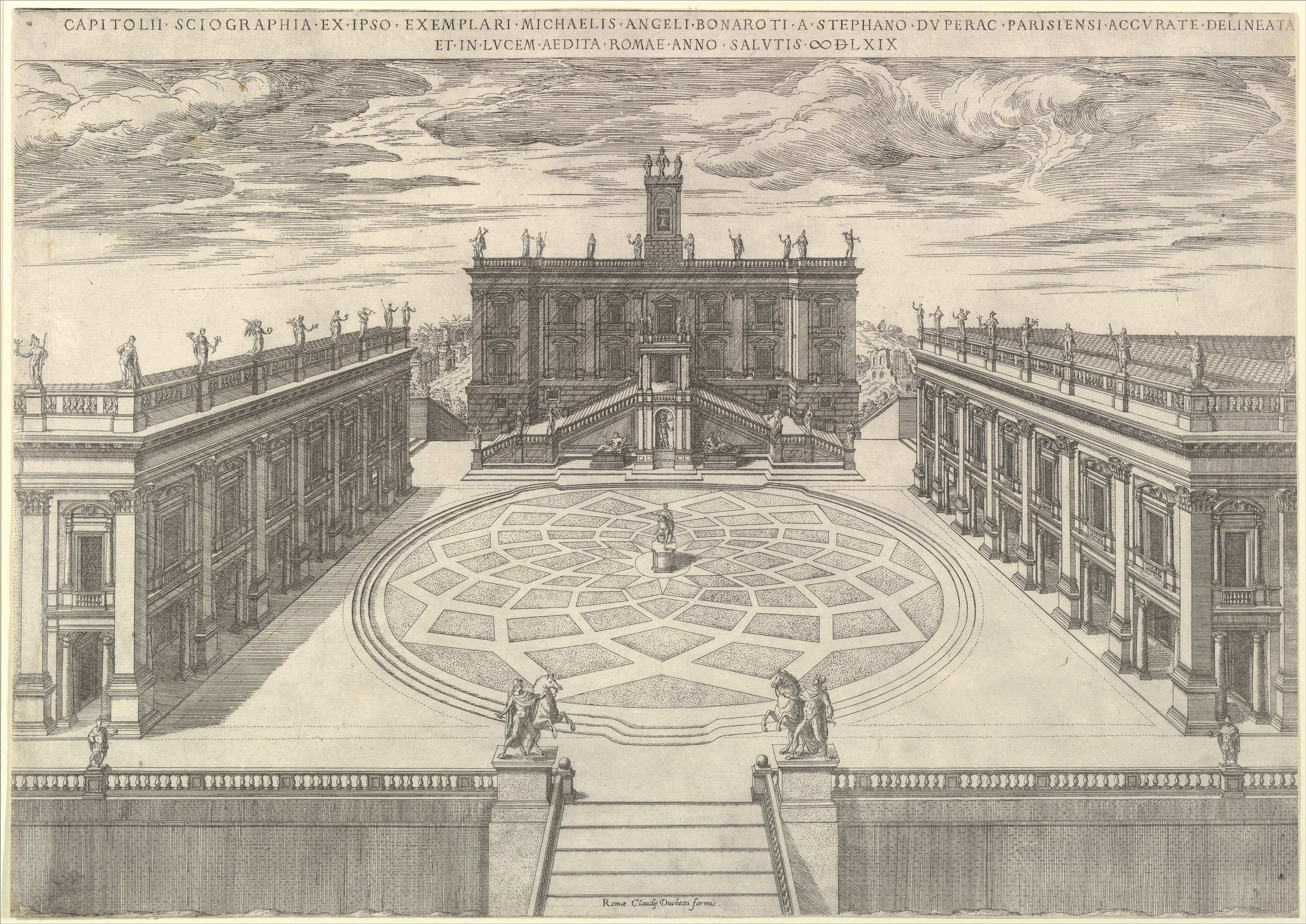
Der Kapitolsplatz mit dem Reiterstandbild im 16. Jahrhundert; Kupferstich (1568) von Étienne Dupérac
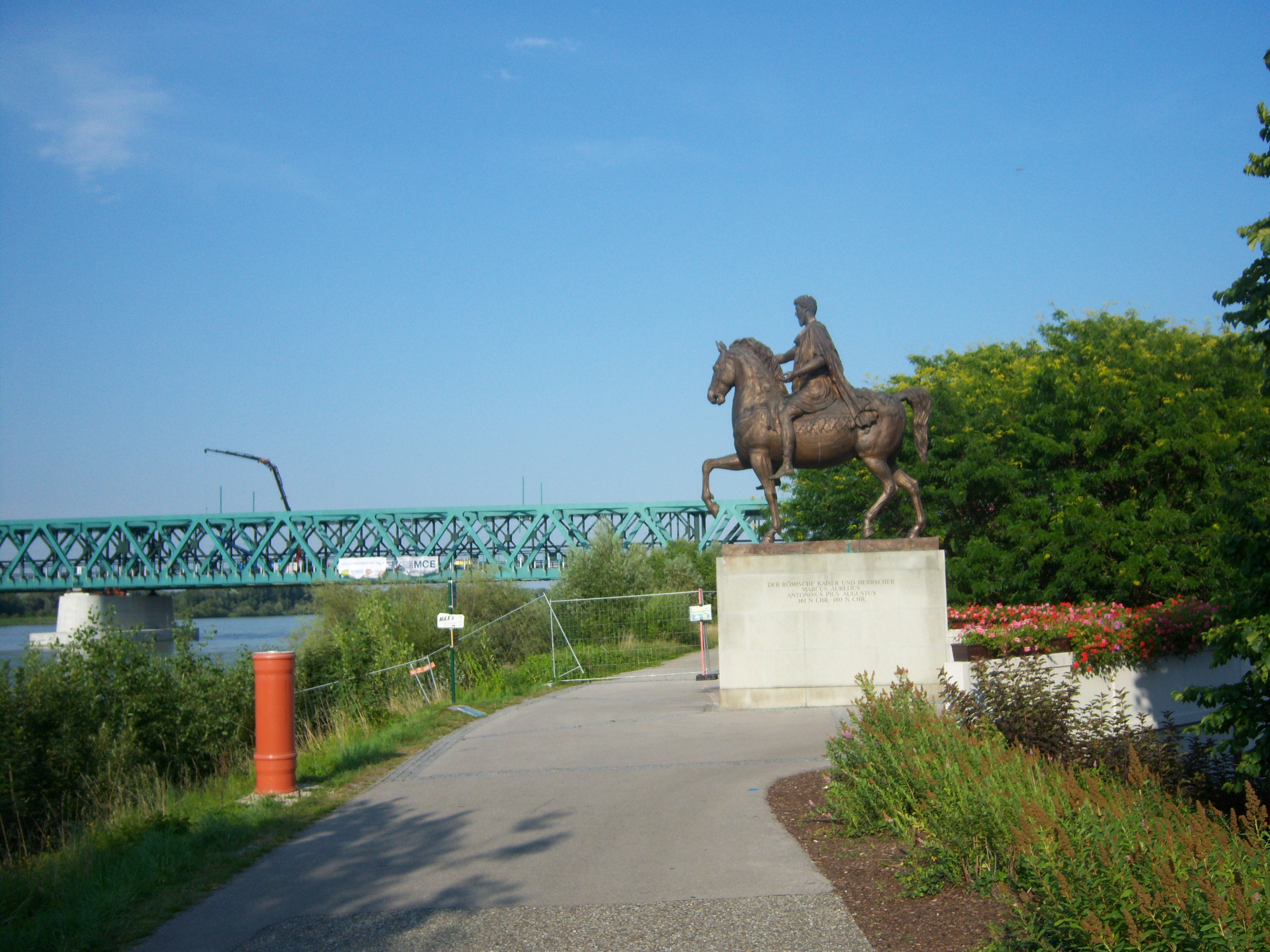
Kopie in Tulln, Österreich